# Pearcea rhodotricha
Pearcea rhodotricha är en tvåhjärtbladig växtart som först beskrevs av José Cuatrecasas, och fick sitt nu gällande namn av L.P. Kvist och L.E. Skog. Pearcea rhodotricha ingår i släktet Pearcea och familjen Gesneriaceae. Inga underarter finns listade i Catalogue of Life.